# 長先町
長先町（ながさきちょう）は、愛知県名古屋市西区の地名。丁番を持たない単独町名である。住居表示未実施。

## 地理
名古屋市西区北西部に位置する。東は見寄町、西は清須市、南は十方町、北は中沼町に接する。

### 河川
- 水場川[7]

## 歴史

### 町名の由来
字長ノ崎に由来する。

### 沿革
- 1972年（昭和47年）11月21日 - 西区山田町大字平田の一部により、同区長先町として成立[1]。

## 世帯数と人口
2019年（平成31年）2月1日現在の世帯数と人口は以下の通りである。
| 町丁   | 世帯数  | 人口  |
| ------ | ------- | ----- |
| 長先町 | 116世帯 | 206人 |

## 学区
市立小・中学校に通う場合、学校等は以下の通りとなる。また、公立高等学校に通う場合の学区は以下の通りとなる。
| 番・番地等 | 小学校               | 中学校               | 高等学校 |
| ---------- | -------------------- | -------------------- | -------- |
| 全域       | 名古屋市立浮野小学校 | 名古屋市立平田中学校 | 尾張学区 |

## 交通
- 国道302号[8]

## 施設

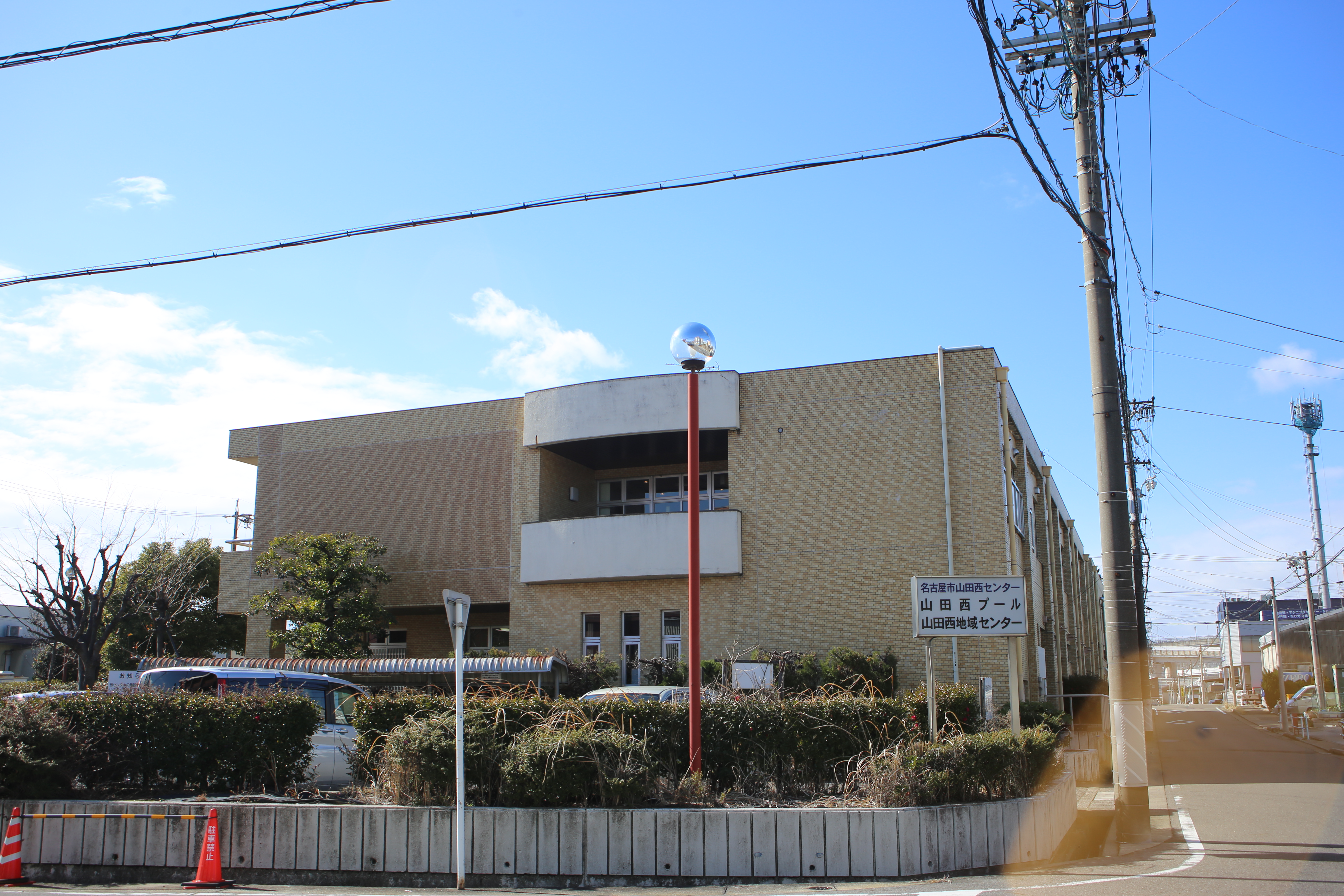
名古屋市山田西センター[7] - 名古屋市山田西プール
- 八町田公園[7]
- キーコーヒー名古屋中央営業所
- リボン名古屋工場

- 名古屋市山田西プール

## その他

### 日本郵便
- 郵便番号 : 452-0838[4]（集配局：名古屋西郵便局[11]）。